# Bröllopet mellan Karl X Gustav och Hedvig Eleonora

Miniatyrporträtt på Karl X Gustav. Finns på Livrustkammaren.

Bröllopet mellan Karl X Gustav och Hedvig Eleonora ägde rum i Stockholm 1654.
Hedvig Eleonora av Holstein-Gottorp kom som artonåring att gifta sig med den fjorton år äldre kung Karl X Gustav av Sverige. Hon var dotter till Fredrik III av Holstein-Gottorp och Marie Elisabeth av Sachsen.
Äktenskapet arrangerades som en allians mellan Sverige och Holstein-Gottorp. I Westfaliska freden 1648 hade Sveriges karta utökats med de nya besittningarna Bremen och Verden vid Nordsjön. Sverige var i behov av en säker landförbindelse genom Holstein i den händelse att de båda ländernas gemensamma fiende Danmark skulle blockera färdvägen genom Öresund.

## Frieri
Drottning Kristina agerade som äktenskapsmäklerska när hon gästade Fredrik III på väg till Rom. I familjen Holstein-Gottorp fanns två giftasvuxna döttrar. Drottning Kristina föreslog Magdalena Sibylla. Karl X Gustav ville dock själv bilda sig en uppfattning om de båda döttrarnas företräden. En delegation sändes till det holsteinska hovet, bestående av brodern Adolf Johan av Pfalz-Zweibrücken och Karl Gustavs två följeslagare och dryckesbröder från krigsåren, Lorens von der Linde och Paul Würz. Deras val föll på den yngre systern Hedvig Eleonora, och sedan han hade besiktigat de porträtt av systrarna som sändebuden återvände med var Karl Gustav av samma uppfattning.

## Äktenskapskontrakt
Äktenskapskontraktet undertecknades den 29 september av hertig Fredrik och Karl X Gustavs sändebud Erik Oxenstierna. Hedvig Eleonora fick förutom smycken, kläder, bäddtextilier och silverserviser erhålla 20 000 riksdaler i hemgift. Från svenskt håll säkrades hon en morgongåva om 32 000 riksdaler samt livgeding som omfattade Gripsholm, Eskilstuna och Strömsholms län och beräknades inbringa 34 000 riksdaler årligen. Hennes livgeding var den första som någon drottning erhållit.

## Brudhämtning
Efter äktenskapskontraktets undertecknande var det dags för Hedvig Eleonora att ta farväl av sin familj. I täten för det långa tåget för hennes ståtliga avfärd red en hovmarskalk. Sedan följde 25 par holsteinska män till häst i praktfulla svarta kläder, därefter kom sex furstliga och sex kungliga trumpetare följd av ett stort antal karosser. I en av karosserna åkte brudens far och den svenska excellensen. Bruden åkte med sin mor och två systrar. Hedvig Eleonora bar sin blivande makes bild synlig på bröstets vänstra sida. Sådana agraffer med porträttminiatyr av regentens bild bärs av kungliga damer än idag. Fyra örlogsfartyg hade utrustats med proviant. Resan till Sverige tog åtta dagar. Man hade inrett Hedvig Eleonoras rum ombord i de pfalziska färgerna, blå sammet med dekor av breda silverfranser. Den 5 oktober angjorde man Dalarö, där kungen hade inväntat prinsessans ankomst. "Hans kongl. majestät är helt lustig och glad öfver denna unga furstinnas ankomst och helt tillfreds med henne. Hon är ock sannerligen helt vacker och from och ger godt hopp om sig, gud ge allt till lycka", beskrev hovmannen Johan Ekeblad brudparets första möte i ett brev till sin far. 

## Bröllopet
Den 24 oktober var prinsessans 18-årsdag. Den kungliga bruden hämtades kl 12 från Karlbergs slott och eskorterades av kungen, tre skvadroner till häst, två till fots samt av hela borgargardet till kungliga slottet. Fyra timmar senare var man framme. När man närmade sig slottet passerade tåget genom triumfporten, som rests till drottning Kristinas kröning och stod ännu kvar. Klockan nio på kvällen inleddes vigselceremonin i Rikssalen. Hedvig Eleonoras brudklänning var sydd av vitt sidenatlas och dekorerad med silverspetsar. Till ljudet av smattrande pukor och trumpetar trädde brudparet in i salen under sina bärhimlar. Vigseln förrättades av ärkebiskopen Johannes Canuti Lenaeus. Bilägersängen, som var en av ceremonins centralpunkter, hade fått ett ståtligt utförande. Drottning Kristinas franska kröningshimmel av guldbroderad röd sammet fanns kvar och den hade sprättats sönder. Av själva kröningshimlen och de inre kapporna hade man sytt hörnstycken till sängen. I denna säng tog brudparet plats efter vigseln. Bröllopstaffeln började klockan ett och varade till klockan sex på morgonen. Det hade blivit för ljust för de planerade fyrverkerierna på Strömmen. De fick skjutas upp till kvällen därpå, då en brinnande krona över brudparets sammanflätade monogram lyste upp det mörka vattnet.

## Kröningen
Två dagar senare ägde drottningens kröning rum i Storkyrkan. Ärkebiskopen tog emot på kyrktrappan. Efter en kort predikan lade rikskanslern en mantel över drottningens axlar. Hon knäböjde och smörjdes sedan av ärkebiskopen på pannan, bröstet och båda handlederna. 
Härolden ropade att nu var "Hedvig Eleonora krönt till drottning öfer Swea och Götha landom, och alle dess underliggande provincier, hon och ingen annan."
Drottning Hedvig Eleonora hade en central roll i stormaktstidens Sverige. Hon gifte sig med Karl X Gustav, blev mor till Karl XI och farmor till Karl XII och  blev änka när hon var 24 år gammal. Hon var ordförande i sin sons förmyndarregering och under sitt liv hann hon även ingå i sonsonens förmyndarregering. Hon var en mäktig konstmecenat och slottsbyggare. Drottningholms slott är numera upptaget på UNESCOs världsarvslista.